# The Mountain Girl's Self-Sacrifice
The Mountain Girl's Self-Sacrifice è un cortometraggio muto del 1912 diretto da Harry A. Pollard. Prodotto dalla Nestor Film Company, di genere drammatico, il film aveva come interpreti Margarita Fischer, lo stesso Pollard e Lizette Thorne.

## Trama
Accompagnato dalla figlia Mary e dal suo fidanzato Kenneth Miller, il ricco Arthur Wilbur trascorre le vacanze in un distretto minerario. Mentre si trova lì, viene contattato da Hill e da due prospettori, i Keller, padre e figlio, che vogliono coinvolgerlo in un progetto minerario. Dovendo andare a trattare l'affare, Kenneth - che è un ingegnere minerario - si offre di sostituire Wilbur, suscitando l'irritazione dei minatori che, in realtà, hanno "preparato" la miniera, facendola apparire ricca di materiali preziosi. A Kenneth basta poco per accorgersene e accusare i tre di essere una banda di truffatori.

Preso, legato e impacchettato, Kenneth viene portato nella capanna dei Keller dove l'ingegnere incontra la figlia dei suoi sequestratori che prova compassione per questo bell'uomo ferito. La ragazza, pur sapendo che è già impegnato, si innamora di lui e lo aiuta a fuggire.

Intanto Hill ha spedito un falso telegramma a Wilbur che, a firma di Kenneth, attesta che la miniera è un affare. Il capitalista è soddisfatto ma sua figlia Mary, sospettando qualcosa, allerta lo sceriffo e convince il padre a fare un'indagine. Quando Wilbur, Mary e lo sceriffo si recano alla miniera, vengono messi in allarme dalle grida di una donna, arrivando in tempo per impedire che Kenneth venga ucciso dai Keller.

## Produzione
Il film fu prodotto dalla Nestor Film Company.

## Distribuzione
Distribuito dall'Universal Film Manufacturing Company, il film - un cortometraggio di una bobina - uscì nelle sale cinematografiche degli Stati Uniti il 13 dicembre 1912.